# Параметрическая генерация света
Параметрическая генерация света (ПГС) — один из нелинейных эффектов отклика среды второго порядка. В такой среде волна накачки с частотой {\displaystyle \omega _{3}}распадается на две волны с частотами {\displaystyle \omega _{1}}и {\displaystyle \omega _{2}}, которые называются холостой и сигнальной волнами так, что выполняется соотношение: {\displaystyle \omega _{1}+\omega _{2}=\omega _{3}}. Если выполнены условия фазового синхронизма {\displaystyle {\overrightarrow {k_{1}}}+{\overrightarrow {k_{2}}}={\overrightarrow {k_{3}}}}, то волны с частотами {\displaystyle \omega _{1}}и {\displaystyle \omega _{2}}будут нарастать по мере своего прохождения по кристаллу, отбирая энергию из накачки. Если осуществить обратную связь либо по волне с частотой {\displaystyle \omega _{1}}, либо по обеим частотам, поместив нелинейную среду в соответствующий резонатор, то при достаточной интенсивности накачки возникнет параметрическая генерация.

## История
Принципы ПГС были предложены в 1962 г. практически одновременно и независимо С. А. Ахмановым и Р. В. Хохловым в СССР, Н. Кроллом и Р. Кингстоном в США; этими же авторами были предложены и возможные схемы перестройки оптических частот ПГС. Впервые параметрическую генерацию получили Дж. Джордмэйн и Р. Миллер в 1965 г.. Первый ПГС был создан на нелинейном элементе из ниобата лития, на его торцы были нанесены высоко отражающие интерференционные покрытия, что позволило реализовать высокодобротный интерферометр Фабри-Перо. Пороговая мощность накачки составила около 7 кВт в импульсе; эта мощность соответствовала плотности мощности накачки в нелинейном элементе ПГС около 0,5 МВт/см2. Авторы наблюдали перестройку длины волны генерации в диапазоне 0,7 — 2,0 мкм при соответствующем изменении температуры нелинейного элемента.
Вопросы теории ПГС в разные годы разрабатывались С. А. Ахмановым, Р. В. Хохловым, В. Г. Дмитриевым, Г. И. Фрейдманом и др. в СССР, М. Ошманом, С. Харрисом и др. в США.

## Механизм возникновения явления
В линейной оптике вынужденные колебания зарядов среды, в которой распространяется электромагнитная волна, совершаются с частотой внешнего поля, вследствие чего падающая, отраженная и преломленная волны имеют одну и ту же частоту. При этом наводимая электрическая поляризация среды {\displaystyle {\overrightarrow {P}}}, определяемая плотностью дипольных моментов, линейно зависит от напряженности электрического поля:
{\displaystyle {\overrightarrow {P}}=\varepsilon _{0}\chi {\overrightarrow {E}}}
где {\displaystyle \chi }- диэлектрическая восприимчивость среды.
При высокой интенсивности падающей волны ангармонизм колебаний зарядов в молекулах среды становится заметным, и частицы могут испускать волны с кратными частотами ({\displaystyle 2\omega ,3\omega } и т. д.). При этом зависимость поляризации от напряженности внешнего электрического поля можно представить в виде ряда Тейлора по малому параметру {\displaystyle \mu ={E \over E_{atom}}}:
{\displaystyle {\overrightarrow {P}}=\varepsilon _{0}(\chi _{1}{\overrightarrow {E}}+\chi _{2}{\overrightarrow {E^{2}}}+\chi _{3}{\overrightarrow {E^{3}}}+...)}
Восприимчивости среды {\displaystyle {\chi _{i+1} \over \chi _{i}}\propto {E \over E_{atom}}} быстро уменьшаются с возрастанием индекса, поэтому, чем больше порядок нелинейности эффекта, тем выше требуемая интенсивность первичной световой волны, необходимая для проявления нелинейных эффектов.
Параметрическая генерация является одним из нелинейных эффектов отклика среды второго порядка. Нелинейностью второго порядка обладают только нецентросимметричные среды. В центросимметричных средах эта нелинейность тождественно равна нулю. В средах с квадратичной нелинейностью:
{\displaystyle P^{nonlinear}=\varepsilon _{0}\chi _{2}E^{2}}
В такой среде волна накачки с частотой {\displaystyle \omega _{3}} распадается на две волны с частотами {\displaystyle \omega _{1}} и {\displaystyle \omega _{2}}, которые называются холостой и сигнальной волнами так, что выполняется соотношение:
{\displaystyle \omega _{1}+\omega _{2}=\omega _{3}}
Направление распространения всех трех волн, вдоль которого происходит накопление интенсивности волн с частотами {\displaystyle \omega _{1}} и {\displaystyle \omega _{2}} называется направлением синхронизма и определяется из следующего выражения:
{\displaystyle {\overrightarrow {k_{1}}}+{\overrightarrow {k_{2}}}={\overrightarrow {k_{3}}}},
где {\displaystyle {\overrightarrow {k_{1}}},{\overrightarrow {k_{2}}},{\overrightarrow {k_{3}}}}- волновые вектора, соответствующие частотам {\displaystyle \omega _{1}}, {\displaystyle \omega _{2}}, {\displaystyle \omega _{3}}.
Стоит отметить, что данное выражение записано в векторном виде. Частным случаем этого условия является скалярный синхронизм, наиболее часто используемый на практике.
Развитие параметрической генерации можно описать следующим образом. Пусть в нелинейном кристалле распространяется сильная волна с частотой {\displaystyle \omega _{3}}(волна накачки). В кристалле всегда имеются флуктуации поля в виде чрезвычайно слабых, хаотических сигналов. Тогда если выполнены условия фазового синхронизма, то волны с частотами {\displaystyle \omega _{1}} и {\displaystyle \omega _{2}} будут экспоненциально нарастать по мере своего прохождения по кристаллу, отбирая энергию из накачки. Если осуществить обратную связь либо по волне с частотой {\displaystyle \omega _{1}}, либо по обеим частотам, поместив нелинейную среду в соответствующий резонатор, то при достаточной интенсивности накачки возникнет параметрическая генерация. Пороговая интенсивность накачки определяется, как всегда, из условия равенства величины усиления волны частоты {\displaystyle \omega _{1}}с величиной потерь на этой же частоте за полный обход резонатора. В случае, когда обратная связь осуществляется по одной волне, генератор называется однорезонаторным. Во втором случае — двухрезонаторным. Порог возбуждения двухрезонаторного генератора существенно ниже, чем однорезонаторного. Однако в двухрезонаторном генераторе нельзя обеспечить плавную перестройку частоты, поскольку каждый резонатор обладает собственными модами, а межмодовые интервалы для резонатора на частоту {\displaystyle \omega _{1}} и {\displaystyle \omega _{2}} различны (из-за материальной дисперсии среды). Поэтому перестройка длины волны в таком генераторе будет скачкообразная. В однорезонаторном параметрическом генераторе нет продольных мод на вторую частоту, поскольку на нее нет резонатора и, следовательно, в таком генераторе перестройка будет более плавной.
Характеристики временной и пространственной когерентности параметрического генератора будут определяться так же, как и у лазера, оптическим резонатором. Современные параметрические генераторы имеют эффективность преобразования по числу фотонов от 25-30 % до 90 % для рекордных образцов.

## Механизмы перестройки параметрических генераторов света
Рассмотрим отрицательный одноосный кристалл. Для него условие синхронизма первого типа (то есть накачка, являющаяся необыкновенной волной, распадается на две обыкновенные волны) при коллинеарном взаимодействии имеет вид:
{\displaystyle \omega _{3}n_{e}(\omega _{3},\theta )=\omega _{1}n_{o}(\omega _{1})+\omega _{2}n_{o}(\omega _{2})},
где {\displaystyle n_{o}} — показатель преломления обыкновенной волны на частоте {\displaystyle \omega _{1}}или {\displaystyle \omega _{2}}; {\displaystyle n_{e}} — показатель преломления необыкновенной волны на частоте накачки; {\displaystyle \theta } — угол между осью одноосного кристалла и направлением синхронизма. Как следует из вышеуказанного выражения, перестройка длины волны параметрического генератора осуществляется за счет изменения показателя преломления необыкновенной волны накачки {\displaystyle n_{e}(\omega _{3},\theta )} при изменении угла {\displaystyle \theta }. Следовательно, при повороте кристалла (угловая перестройка) будет меняться величина {\displaystyle n_{e}(\omega _{3},\theta )}. Тогда, как следует из вышеуказанного уравнения, частоты {\displaystyle \omega _{1}} или {\displaystyle \omega _{2}} будут меняться, поскольку показатели преломления обыкновенных волн {\displaystyle n_{o}(\omega _{1})} и {\displaystyle n_{o}(\omega _{2})} не зависят от угла {\displaystyle \theta }. Кроме того, возможна также температурная перестройка, поскольку все показатели преломления зависят от температуры. Однако, по сравнению с угловой перестройкой, она является более инерционной (медленной).
Диапазон перестройки генерируемых волн определяется областью прозрачности кристалла, хотя, в принципе, можно использовать различные области прозрачности нелинейного кристалла. При этом частота {\displaystyle \omega _{1}} будет лежать в дальней ИК — области, а сопряженная волна в соответствии с выражением {\displaystyle \omega _{1}+\omega _{2}=\omega _{3}} будет немного длиннее, чем длина волны накачки.

## Применение
Одной из важнейших задач лазерной физики является расширение набора частот, перекрываемого генераторами когерентных оптических колебаний. Многие возможности, открывающиеся в связи с созданием лазеров, остаются не реализованными, поскольку большинство генераторов излучения используют однофотонные переходы в инвертированных квантовых системах и принципиально могут работать лишь на вполне определенных фиксированных (дискретных) частотах, число которых сравнительно невелико. Поэтому нелинейная оптика и использование ПГС помогают лазерам полностью освоить оптический диапазон, позволяя генерировать когерентное излучение практически на любой заданной длине волны. В настоящее время диапазоны перестройки длины волны генерации для ПГС составляют 0,4 — 22 мкм.